# Lil Baby
 (décembre 2018).
Si vous disposez d'ouvrages ou d'articles de référence ou si vous connaissez des sites web de qualité traitant du thème abordé ici, merci de compléter l'article en donnant les références utiles à sa vérifiabilité et en les liant à la section « Notes et références ».

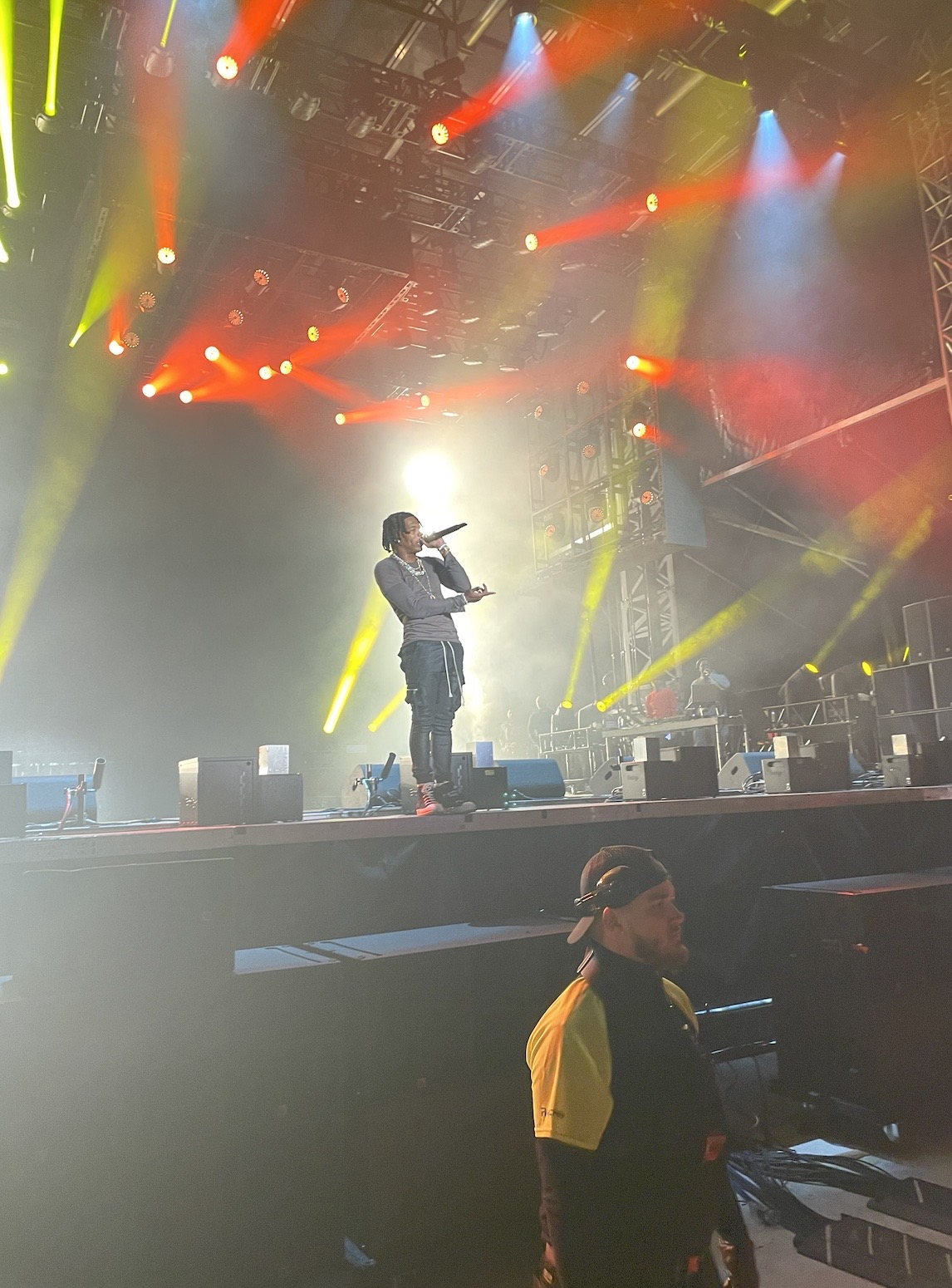
Lil Baby Metro Metro 2023

Lil Baby, de son vrai nom Dominique Jones, né le 3 décembre 1994 à Atlanta dans l'État de Géorgie, est un rappeur et chanteur américain. Il se fait connaître entre 2017 et 2018 avec les hits My Dawg, Freestyle, Yes Indeed, en featuring avec Drake, et Drip Too Hard, en collaboration avec Gunna.

## Biographie

### Jeunesse
Dominique Jones est né à Atlanta, en Géorgie. Il a 2 ans lorsque son père quitte le domicile familial, laissant sa mère élever seule Dominique, son frère et sa sœur. Il quitte le lycée en classe de seconde. 

### Carrière

#### Début avec plusieurs Mixtape
En 2016, il commence sa carrière en tant que rappeur au sein des labels 4PF (Four Pockets Full) et Quality Control Music.
En 2017, Lil Baby sort sa première musique sur YouTube. Le morceau paraîtra sur sa première mixtape Perfect Timing. La même année, il sort plusieurs mixtapes dont l'une d'entre elles Harder Than Hard, contient le morceau My Dawg. Le clip de My Dawg paraît le 18 juillet 2017 et devient viral.
Encore en 2017, il sort une autre mixtape s'appellant Too Hard et contenant le morceau Freestyle.    

#### Harder Than Ever
En 2018, Lil Baby sortira ensuite son premier album, intitulé Harder Than Ever, lequel contient notamment le morceau Yes Indeed en featuring avec Drake. Harder Than Ever débute à la deuxième place du Billboard 200.    

#### Mixtape avec Gunna
La même année, il sort la mixtape Drip Harder avec Gunna comportant le single Drip Too Hard, qui a dépassé le milliard de streams.    
La mixtape contient des collaborations avec des artistes tels que Drake, Lil Durk, NAV et Young Thug.    

#### Street Gossip
Le 30 décembre 2018, il délivre un nouvel album studio, intitulé Street Gossip. Street Gossip comporte notamment le single Ready en featuring avec Gunna, et produit par Metro Boomin. La mixtape contient aussi des featurings avec des artistes comme Gucci Mane, 2 Chainz, Rylo Rodriguez et Meek Mill.    

#### My Turn
Deux ans après Street Gossip, il sort son album My Turn ; lequel débute à la 1re place du Billboard 200, écoulant 197,000 exemplaires lors de sa première semaine d'exploitation. L'album est nommé dans la catégorie « Album de l’année » aux BET awards.   

## Affaires Judiciaires
En 2012, il est inculpé pour possession de drogues avec intention de vente parmi d'autres chefs d'accusation. Dominique refuse les conseils de son avocat lui proposant une sentence de 2 ans de prison et change d'avocat. Son nouvel avocat lui fait intégrer un programme spécial qu'il doit suivre pendant 1 an. Pendant qu'il était dans le programme, Dominique Jones entra en altercation avec un autre prisonnier par rapport à des propos racistes, ce qui fit repasser sa sentence aux 2 ans prévus lors du procès. 
Plus tard, en 2013, il est inculpé pour possession de marijuana (moins de 30 grammes). 
Il est de nouveau arrêté en 2014 et inculpé, pour possession de marijuana avec, cette fois, intention de vente.

## Discographie

### Albums studio
| Titre            | Infos |
| ---------------- | --- |
| Harder Than Ever | - Date de sortie : 18 mai 2018 - Label : 4PF, Wolfpack, Quality Control, Motown, Capitol - Format : Digital et physique |
| My Turn          | - Date de sortie : 28 février 2020 - Label : 4PF, Wolfpack, Quality Control, Motown - Format : Digital et physique      |
| It’s Only Me     | - Date de sortie : 14 octobre 2022 - Label : 4PF, Wolfpack, Quality Control, Motown - Format : Digital et physique      |

### Mixtapes
| Titre                      | Détails                                                                                              |                |                                                                                              |
| -------------------------- | --- | -------------- | -------------------------------------------------------------------------------------------- |
| Titre                      | Détails                                                                                              | Perfect Timing | - Date de sortie : 14 avril 2017 - Label : 4PF, Wolfpack, Quality Control - Format : Digital |
| Harder Than Hard           | - Date de sortie : 18 juillet 2017 - Label : 4PF, Wolfpack, Quality Control - Format : Digital       |                |                                                                                              |
| 2 The Hard Way(with Marlo) | - Date de sortie : 9 octobre 2017 - Label : 4PF, Wolfpack, Quality Control - Format : Digital        |                |                                                                                              |
| Too Hard                   | - Date de sortie : 1er Decembre 2017 - Label : 4PF, Wolfpack, Quality Control - Format : Digital     |                |                                                                                              |
| Drip Harder (with Gunna)   | - Date de sortie : 5 octobre 2018 - Label : Quality Control, YSL, Motown, Capitol - Format : Digital |                |                                                                                              |
| Street Gossip              | - Date de sortie : 30 novembre 2018 - Label : Quality Control, Motown, Capitol - Format : Digital    |                |                                                                                              |